# Pučka kasina 1878.
Pučka kasina je kulturno i prosvjetno udruženje iz bačkog grada Subotice.
Osnovana je 11. lipnja 1878. Svečano otvorenje je bilo 8. prosinca 1878.  Utemeljili su ju Ago Mamužić, Lazar Mamužić i suradnici, a na inicijativu Ambrozija Šarčevića.
Što nosite taj odmetnički Mukićev jaram i trpite u varoškoj upravi oholu madžarsku majstoriju, koja od vas živi i zavisi; već složite se i osnujte jedno narodno gnjezdo, bunjevačku kasinu i zavladajte Suboticom belom (Ambrozije Šarčević braći Mamužić)
Politička pozadina osim nacionalnog pitanja sadrži nastojanja svrgnjivanja vlasti Četrdesetosmačke stranke u Subotici koju su predvodili članovite pomađarene obitelji Mukića: Aurel, Ernest i Ivan Mukić. Nasuprot njima, stajali su Ago i Lazo Mamužić kao osnivači Pučke kasine i kao čelnici nove stranke na pozornici u Subotici Slobodoumne stranke (Magyar szabadelvű párt), nastale 1875. spajanjem Deákove stranke i Stranka lijevog centra Kálmána Tisze kojom je 15 godina Tisza bio vladao u Ugarskoj, zbog čega su ih zvali 'vladinovci'. Slobodoumna je stranka nastavila prevlast u Bačkoj, dok su u Subotici i dalje bila najjača Neovisna četrdesetosmaška stranka.
Osnutak nije prošao glatko. Trebala se zvati Bunjevačka pučka kasina, ali ugarske vlasti nisu dale dopuštenje za rad zbog problematičnog bunjevačkog imena. Augustin Mamužić je kao pristaša Slobodoumne stranke otišao premijeru Tiszi, stranačkom kolegi, radi objašnjavanja razloga takvog imena. Ishod razgovora bio je povoljan. Ministar-predsjednik Tisza shvatio je da mu potpora bunjevačkih Hrvata može biti od koristi za dolazak na vlast u Subotici, što se poslije i potvrdilo: smjenjivali su velike župane koji im nisu odgovarali i svrgnuti su Mukićevi četrdesetosmaši. Za Bunjevačku kasinu nađeno je kompromisno rješenje: Kasina je morala uzeti manje provokativno ime, Pučka kasina.
Prvi predsjednik je bio Đeno Dulić, djed Lajče Budanovića.
Preuzela je na sebe vođenje t.zv. "prvog bunjevačkog preporoda", time što je okupljala i prosvjećivala puk. Djelovala je izdavanjem knjiga, a organizatorom je prvog velikog okupljanja "prela" 1879. Značaj potonjeg je u tome što je takvo okupljanje općenarodno, koje obuhvaća sve društvene slojeve, a ne samo intelektualce.
Pridonijela je svrgavanju gradonačelnika Janoša Mukića, hungariziranog hrvatskog plemića iz Subotice koji je neprikosnoveno vladao Suboticom od 1872. do 1884. godine.
Podupiratelj ove ustanove je bio svećenik Pajo Kujundžić.
Još u programskim načelima Pučka je kasina odredila da će skrbiti za kulturnu i prosvjetu hrvatskom narodu, ali i o "gazdaluku". Tako je na red došlo razmatranje pitanja o osnutku jedne vlastite banke-štedionice. 1903. je skupina oko Pučke kasine pravno osnovala, a 1904. službeno otvorila Zemljodilsku štedionicu.
Godine 1904. sagradila je svoju zgradu u ulici Petra Drapšina na broju 5. Zgrada je ovoj ustanovi kasnije oduzeta i nije im nikad vraćena.
Dana 19. rujna 1925. je Pučka kasina, s Bunjevačko-šokačkom strankom, organizirala proslavu tisućljeća uspostave Hrvatskog Kraljevstva. Prigodom iste proslave je bilo organizirano svečano otkrivanje spomen-ploče na Trgu kralja Tomislava. Na spomen-ploči je stajao idući napis: "Spomen-ploča tisućugodišnjice hrvatskog kraljevstva 925. – 1925. godine. Postaviše bunjevački Hrvati". 
Djelovala je do invazije Osovinskih sila na Kraljevinu Jugoslaviju odnosno sve dok Mađarska nije okupirala i pripojila područje Bačke. Istom su zabranili djelovanje Pučkoj kasini.
Nakon oslobođenja od okupatora, Pučka kasina je obnovila rad. Djelovala je do 1947., a onda ju zabranjuju ondašnje jugoslavenske vlasti, u vrijeme kada iste kreću u pohod gašenja hrvatskih organizacija i udruženja po Vojvodini.

## Obnova rada
Rad joj je obnovljen 11. lipnja 1998., na njenu 120-tu obljetnicu, pod imenom Pučka kasina 1878.
Nakon obnove rada se dala i u nakladničku djelatnost, pa je izdala veći broj monografija i knjiga (o Stjepana Beata Bukinca). Zasluga je Pučke kasine 1878. što je 2004. izvedena prva bunjevačka opera Dužijanca Josipa Andrića.
Uspostavila je suradnju s hrvatskim udrugama u Bajskom trokutu.
Pučka kasina 1878. izdaje od 2004. svoje glasilo Glasnik Pučke kasine 1878.
Tajnici su bili poznati atletski sudac Ljudevit Vujković Lamić i novinar Zlatko Ifković.
Predsjednik je hrvatski kulturno-politički djelatnik Josip Ivanković.
Među poznate članove Pučke kasine spada bivši subotički gradonačelnik Marko Bačlija, a član uprave je Alojzije Kujundžić.
Pučka kasina 1878. se danas bavi organiziranjem manifestacija kao što je Veliko prelo.

## Vanjske poveznice
- Stranice Pučke kasine 1878.  Arhivirana inačica izvorne stranice od 1. veljače 2011. (Wayback Machine)
- Članak u "Hrvatskoj riječi"  Arhivirana inačica izvorne stranice od 27. rujna 2007. (Wayback Machine) Očevim stopama uz atletsku stazu, 8. lipnja 2007.
- Hrvatska riječ br.275/2008.[neaktivna poveznica], Vratiti sjaj udrugi, 20. lipnja 2008.